# Liste der Bodendenkmale in Lutherstadt Eisleben
In der Liste der Bodendenkmale in Lutherstadt Eisleben sind alle Bodendenkmale der Stadt Eisleben und ihrer Ortsteile aufgelistet. Grundlage ist die Veröffentlichung der Landesdenkmalliste mit Stand vom 25. Februar 2016.  Die Baudenkmale sind in der Liste der Kulturdenkmale in Lutherstadt Eisleben aufgeführt.
| Denkmal-ID | Fundart             | Ortsteil         | Bezeichnung                  | Zeitstellung | Lage                                                                                               | Bemerkungen | Bild |
| ---------- | ------------------- | ---------------- | ---------------------------- | ------------ | -------------------------------------------------------------------------------------------------- | --- | ---- |
| 428300383  | Grabmal > Grabhügel | Bischofrode      | Grabhügel „Bornstedter Holz“ | Neolithikum  | 1,6 km südwestlich vom Ort (Lage)                                                                  | Es handelt sich um eine geringe ausgeprägte ‚Kuppe‘ mit einem Durchmesser von etwa 20 m.                                     |      |
| 428300382  | Grabmal > Grabhügel | Bischofrode      | Hügelgräber                  | Neolithikum  | 1,2 km nordöstlich vom Ort, etwa fünf Hügel zwischen Halden des ausgehenden Kupferschiefers (Lage) | |      |
| 428300381  | Befestigung > Burg  | Bischofrode      | Spornburg „Hausberg“         | Mittelalter  | 1,0 km östlich vom Ort (Lage)                                                                      | annähernd runde Burganlage prägt sich deutlich im Gelände heraus                                                             |      |
| 428300386  | Grabmal > Grabhügel | Eisleben         | Grabhügel „Fahnenhügel“      | Neolithikum  | 1,5 km nordwestlich vom Ort (Lage)                                                                 | befindet sich direkt an einer Wegekreuzung                                                                                   |      |
| 428300387  | Grabmal > Grabhügel | Helfta           | Grabhügel „Galgenberg“       | Neolithikum  | 2,0 km südöstlich vom Ort (Lage)                                                                   | |      |
| 428300296  | Grabmal > Grabhügel | Osterhausen      | Grabhügel „Hängehügel“       | Neolithikum  | ca. 0,8 km nördlich von Osterhausen (Lage)                                                         | |      |
| 428300305  | Grabmal > Grabhügel | Rothenschirmbach | Grabhügel „am Sportplatz“    | Neolithikum  | 0,6 km nördlich vom Ort über Alte Hauptstraße ()                                                   | |      |
| 428300392  | Grabmal > Grabhügel | Unterrißdorf     | Grabhügel „Bischofsberg“     | Neolithikum  | 1,6 km nordwestlich vom Ort (Lage)                                                                 | Der längliche Grabhügel (20 × 30 m) liegt mitten auf einer landwirtschaftlich genutzten Hochfläche und ist weithin sichtbar. |      |
| 428300393  | Grabmal             | Unterrißdorf     | Steinkistengrab              | Neolithikum  | nördlicher Ortsrand an der Straße ()                                                               | Ausgrabung 1924 (C. Rühlmann), laut Aussage von Anwohnern existiert das ‚Hockergrab‘ nicht mehr.                             |      |